# Gmina Bogatynia

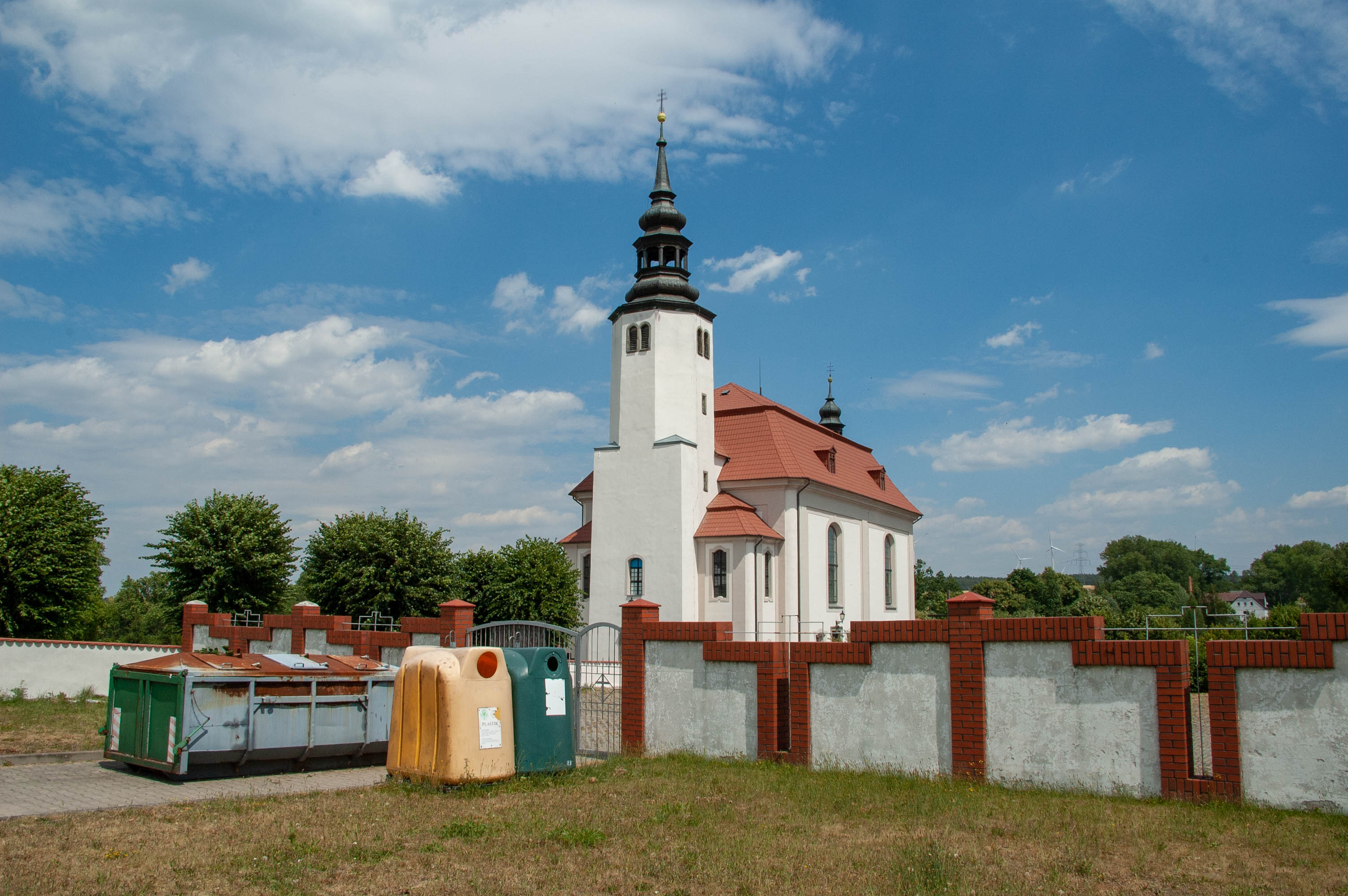
Kirche in Działoszyn

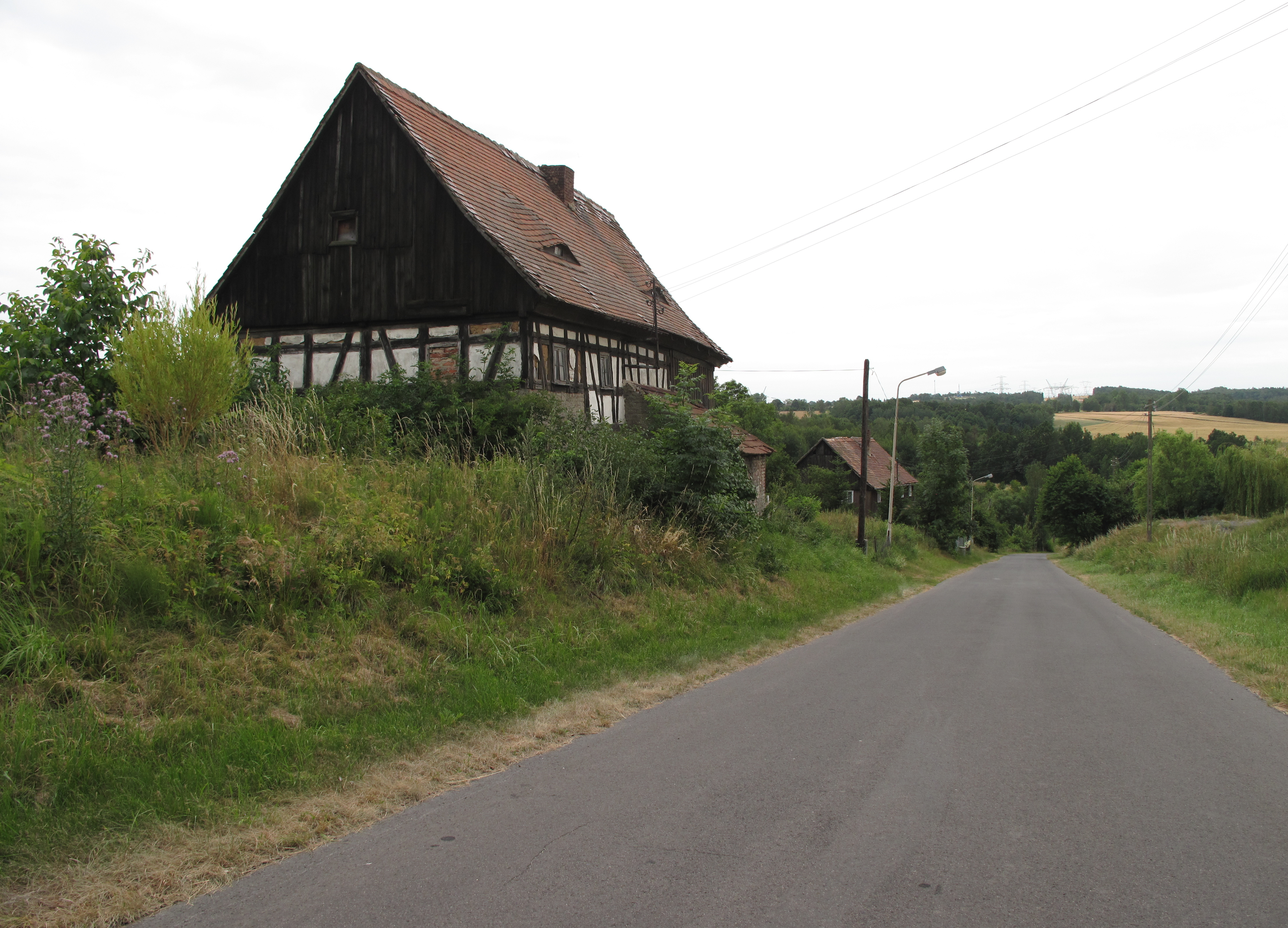
Fachwerkhaus bei Bratków

Die Gmina Bogatynia [bɔgaˈtɨɲa] ist eine Stadt-und-Land-Gemeinde im Powiat Zgorzelecki der Woiwodschaft Niederschlesien in Polen. Sie hat etwa 22.600 Einwohner. Ihr Sitz ist die gleichnamige Stadt (deutsch Reichenau in Sachsen) mit rund 17.000 Einwohnern. Die Gemeinde ist Mitglied der Euroregion Neiße und grenzt im Westen an Deutschland sowie im Süden an Tschechien.

## Geographie

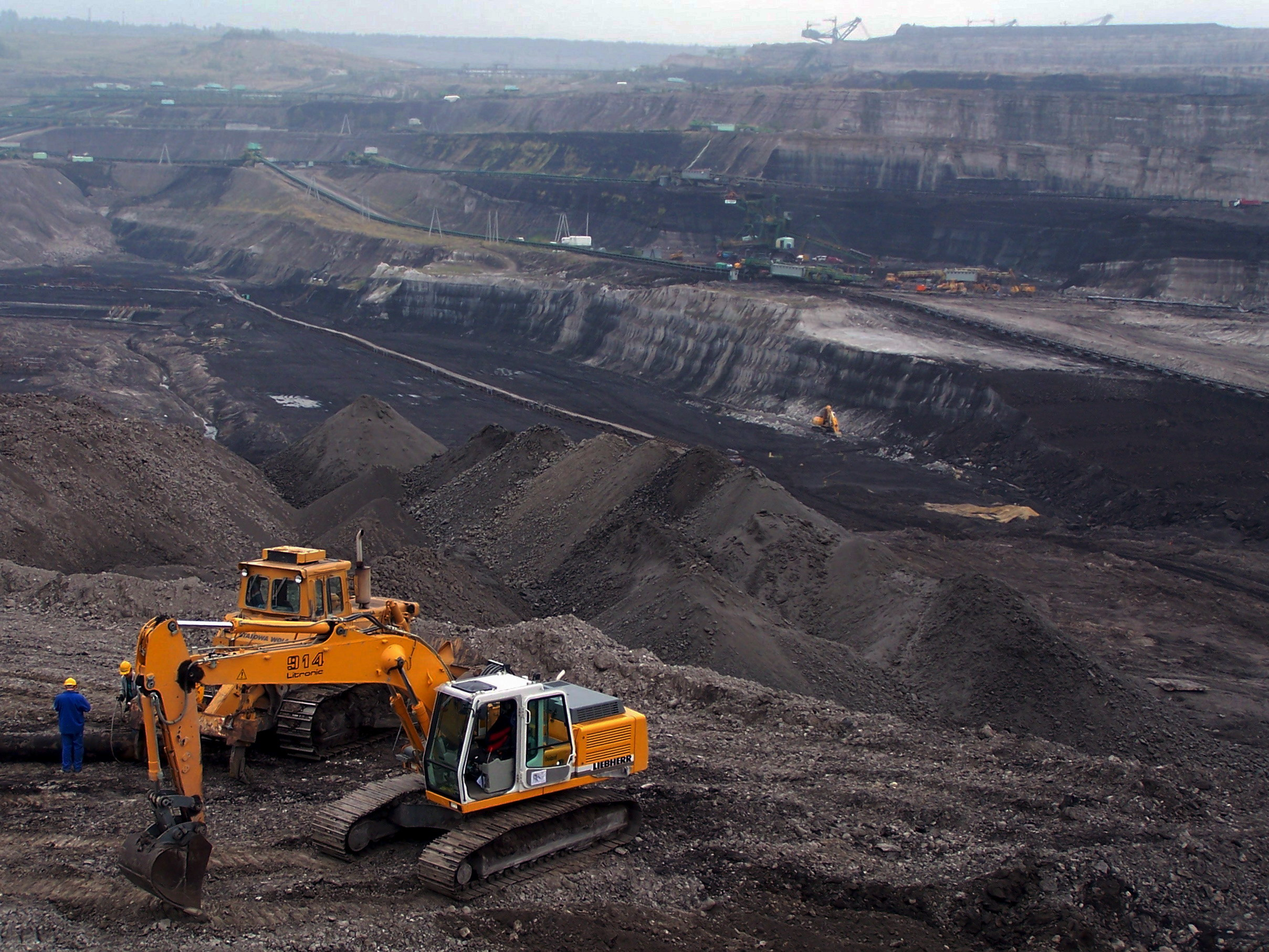
Braunkohletagebau bei Turów

Die Gemeinde liegt im Dreiländereck, etwa 27 Kilometer südlich von Görlitz. Die Lausitzer Neiße bildet im Westen die Grenze zum Freistaat Sachsen. Zwischen Zittau und Sieniawka besteht ein Grenzübergang. Im Süden und Osten grenzt sie an den Liberecký kraj der Tschechischen Republik.

## Verwaltungsgeschichte
Die Landgemeinde wurde 1954 in Gromadas aufgelöst und 1973 wieder gebildet. Stadt- und Landgemeinde wurden 1990/1991 zur Stadt-und-Land-Gemeinde zusammengelegt. Von 1975 bis 1998 wurde der Powiat Zgorzelecki aufgelöst und die Gemeinde kam zur Woiwodschaft Jelenia Góra. Der Zittauer Zipfel beiderseits der Neiße gehörte historisch zu Sachsen.

## Partnerschaften
- Zittau, Deutschland
- Hrádek nad Nisou (Grottau), Tschechien

## Gliederung
Die Stadt-und-Land-Gemeinde (gmina miejsko-wiejska) Bogatynia umfasst ein Gebiet von 136 km². Dazu gehören neben der Stadt zwölf Dörfer mit Schulzenämtern (sołectwa):
- Białopole (Sommerau)
- Bratków (Blumberg)
- Działoszyn (Königshain)
- Jasna Góra (Lichtenberg)
- Kopaczów (Oberullersdorf) mit Luptin
- Krzewina (Grunau)
- Lutogniewice (Schönfeld)
- Opolno Zdrój (Bad Oppelsdorf) mit Wald
- Porajów (Großporitsch)
- Posada (Rusdorf)
- Sieniawka (Kleinschönau) mit Kleinporitzsch
- Wyszków (Maxdorf)

Ein Weiler ist Wolanów (Friedreich).
Zum Stadtgebiet gehören heute:
- Markocice (Markersdorf)
- Strzegomice (Dornhennersdorf)
- Trzcieniec (Rohnau)
- Turoszów (Türchau) mit Trzciniec Dolny (Lehde) und Scharre
- Zatonie (Seitendorf)

Folgende Dörfer fielen dem Braunkohlenabbau zum Opfer:
- Biedrzychowice Górne (Friedersdorf)
- Gościszów (Gießmannsdorf)
- Pasternik (Zittel)
- Rybarzowice (Reibersdorf)
- Wigancice Żytawskie (Weigsdorf)

Betroffen sind auch Teile der Orte Bogatynia (Strzegomice, Turoszów, Zatonie) und Opolno Zdrój.

## Wirtschaft und Verkehr
Wichtigste Erwerbszweige sind der Braunkohletagebau und die Verstromung der Kohle im Kraftwerk Turów.
Die Bahnstrecke nach Mikułowa (Nikolausdorf) mit Bahnhöfen in Bogatynia sowie Turoszów und mit Halt in Trzcieniec wurde am 8. Mai 1960 eröffnet. Sie bedient Tagebau und Kraftwerk. Der 2000 eingestellte Personenverkehr soll wieder  aufgenommen werden.
Die Schmalspurbahn Zittau–Hermsdorf führte 1884 über Reichenau nach Markersdorf (Markocice) und wurde 1900 bis nach Hermsdorf (Heřmanice u Frýdlantu) verlängert. Der Verkehr wurde 1945 an den Staatsgrenzen unterbrochen und 1961 gänzlich eingestellt.

## Persönlichkeiten
- Karl Eduard Donath (1865–1927), Politiker; geboren in Oppelsdorf
- Hermann Gäbler (1867–1918), Theologe und Missionar in Tamil Nadu/Südindien; geboren in Dornhennersdorf
- Clemens Spantig (1941–2014), Politiker (CDU); geboren in Seitendorf.